# Fort Oranje (Nuevos Países Bajos)
Fort Oranje (del neerlandés: Fort Oranje) fue el primer asentamiento neerlandés permanente en Nuevos Países Bajos. Corresponde a la actual ciudad actual de Albany, Nueva York. Su construcción empezó en 1624 como reemplazo de Fort Nassau, que se había construido en una isla fluvial cercana, pero fue abandonado debido a las frecuentes inundaciones.
El área prosperó gracias al comercio de pieles, pero la fundación de Nueva Ámsterdam río abajo le convirtió en un lugar menos atractivo para asentarse. El área fue reclamada por el patroon de Rensselaerswyck. Este defendía que Fort Oranje se había construido ilegalmente en las tierras del patrón, mientras que el director general de los Nuevos Países Bajos, Peter Stuyvesant señaló que Fort Oranje se había construido 15 años antes del establecimiento de Rensselaerswyck.
En 1664, Nueva Ámsterdam cayó en manos inglesas. La guarnición de Fort Orange organizó una defensa que no pudo enfrentarse a los ingleses y capitularon el 24 de septiembre de 1664. Los ingleses, que, se referían al fuerte como "Fort Aurania" rebautizaron a Fort Orange como Fort Albany, luego fue reconquistada por los neerlandeses que la renombraron Fort Nassau. Cuando volvió a manos inglesas, devolvieron el nombre a Fort Albany, y construyeron otro fuerte, Fort Frederick, en una colina. Con el tiempo el nuevo fuerte reemplazaría a Fort Oranje, que sería abandonado. Actualmente en el lugar hay una placa conmemorativa.

## Historia

### Periodo neerlandés
En 1624, un barco con 30 valones protestantes desembarcó en Nuevos Países Bajos; 18 de ellos fueron enviados 3,2 km al norte de Fort Nassau, antiguo fuerte construido en una isla, propenso a las inundaciones y a unas cinco millas al sur de la confluencia del río Mohawk y el río Noortrivier (río Hudson). Bajo la dirección de los neerlandeses, construyeron Fort Oranje, en reemplazo a Fort Nassau, dañada por las inundaciones.
En 1626, el comandante de Fort Oranje y una compañía de hombres partieron del fuerte para ayudar a los mohicanos en su guerra contra los Mohawk, la tribu iroquesa con base en el valle del río Mohawk al oeste del fuerte. El grupo neerlandés fue emboscado y tres hombres murieron aproximadamente a una milla del fuerte, aproximadamente donde se encuentran hoy Lincoln Park y Delaware Avenue.
Unos 4 años después, los valones fueron llamados al sur para asentarse en Nueva Ámsterdam. Una publicación de 1628 sobre la población de Nuevos Países Bajos declaró que "no hay familias en Fort Oranje... tienen cinco o seis y veinte (25 o 26) personas, comerciantes, allí". En 1629 se estableció la Carta de Libertades y Exenciones que permitía el establecimiento de los patroonschap. Kiliaen van Rensselaer estableció su Patroonschap en el área que rodeaba a Fort Oranje. La extensión del Patroonschap, que recibió el nombre de Rensselaerswyck, abarcaba 24 millas (38,6 km) de orilla del río Noortrivier (río Hudson) y 24 millas (38,6 km) tierra adentro. Van Rensselaer interpretó que esta patente de tierras incluía Fort Oranje y el asentamiento de extramuros.
En 1630, Gillis Hoosett compró a los nativos las tierras al sur y al norte del fuerte a nombre de van Rensselaer. Más tarde, en 1630, volvieron a asentarse colonos permanentes neerlandeses permanentes llegaron a Fort Oranje y se establecieron en las afueras del fuerte; el pueblo primero se llamó Fuyck y luego beverwyck. En 1634, el comandante de Fort Oranje ordenó a Harmen Meyndertsz van den Bogaert que se dirigiera hacia el oeste hacia el valle del río Mohawk y el territorio indio, con el fin de comprender por qué había disminuido el comercio de pieles. El viaje duró seis semanas y llevó a Bogaert y sus hombres a través de varias aldeas Mohawk y a las aldeas de Oneida, al menos a 100 millas del fuerte. Este viaje se registró en el diario de Van den Bogaert: "A Journey into Mohawk and Oneida Country". En la década de 1640, un sacerdote jesuita, Isaac Jogues, describió Fort Oranje como "un pequeño fuerte miserable... construido con estacas, con cuatro o cinco piezas de cañón de Breteuil".
En 1648, surgió una disputa entre los agentes de la Compañía Neerlandesa de las Indias Occidentales y los agentes del patroon por el control de Fort Oranje y el asentamiento circundante. El director general de Nuevos Países Bajos, Pieter Stuyvesant, vio la posición, el poder y la tierra del patrón como una amenaza directa a la capacidad de la Compañía de beneficiarse del comercio de pieles de castor en Fort Oranje. Surgieron varios enfrentamientos sobre el estado del fuerte y los derechos de los colonos a su alrededor. Stuyvesant, en un principio, ordenó que se destruyeran todos los edificios a tiro de cañón del fuerte, luego redujo esa circunferencia a la del tiro de mosquete. En respuesta, el agente del patroon, el comandante Van Schlechtenhorst, no le quedó más que expandir el asentamiento a "dentro de un tiro de pistola de Fort Oranje".
Después de que las inundaciones anuales dañaran gran parte del fuerte, la Compañía de las Indias Occidentales decidió reconstruir el fuerte con piedra. En respuesta, Van Schlechtenhorst declaró ilegal que alguien extrajera piedra dentro de Rensselaerswyck para el fuerte o que alguien vendiera el material al comandante del fuerte, Carl van Brugge. El director obedeció, de modo tal que el material para el fuerte tuvo que ser enviado desde fuera de la zona.
Van Schlechtenhorst afirmó que Fort Oranje se había construido ilegalmente en las tierras del patrón, mientras que Stuyvesant señaló que Fort Oranje se había construido 15 años antes del establecimiento de Rensselaerswyck.
En 1651, Stuyvesant declaró que la jurisdicción del fuerte se extendía 600 pasos alrededor del fuerte, separándolo así de Rensselaerswyck; nombró a Johannes Dyckman como comisario de Fort Oranje. En 1652, Stuyvesant, para resolver esta disputa de una vez por todas, creó un "Tribunal de Justicia para el pueblo de Beverwyck y sus dependencias", el primer gobierno municipal de la futura ciudad de Albany.
En el momento en que Beverwyck constaba de aproximadamente 100 estructuras apiñadas junto al fuerte. Stuyvesant expandió Beverwyck y trazó las futuras calles más antiguas de Albany: State Street y Broadway.
A fines de la década de 1650, el fuerte estaba en mal estado, y tanto Fort Oranje como Beverwyck fueron rodeados por una empalizada de madera en 1660. En 1663, la viruela hizo estragos en Fort Oranje, matando a una persona por día.

### Primer periodo inglés

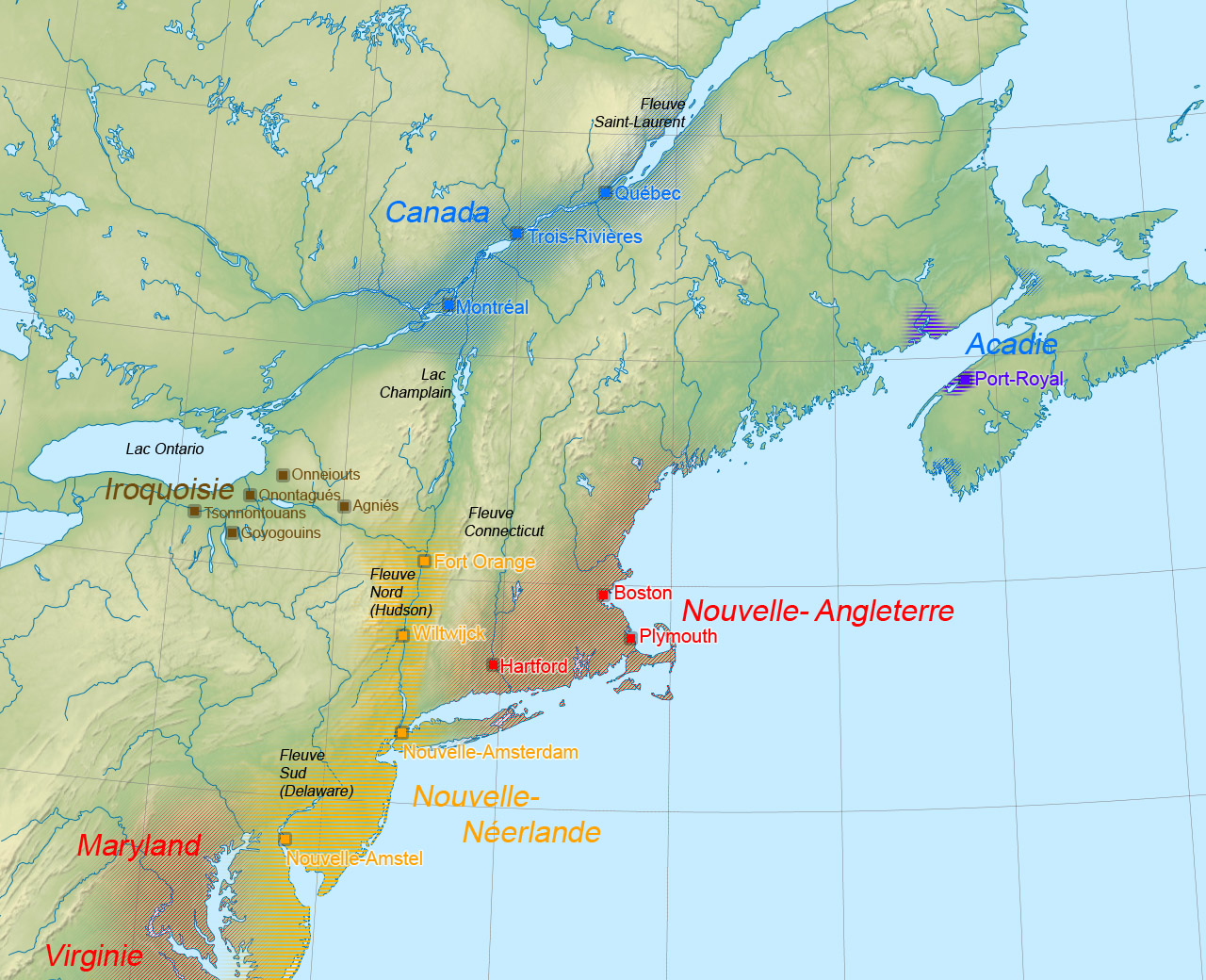
Nuevos Países Bajos poco antes de su conquista.

El 8 de septiembre de 1664, los ingleses, después de enviar numerosos barcos de guerra a Nueva Ámsterdam, exigieron la rendición de Nuevos Países Bajos y llegaron a un acuerdo con los neerlandeses. Y así, Nuevos Países Bajos se convirtieron en la provincia de Nueva York con el coronel Richard Nicolls designado como el primer gobernador colonial inglés; Nueva Ámsterdam pasó a llamarse Nueva York. Johannes de Decker, uno de los firmantes de la rendición de Nuevos Países Bajos, navegó desde Nueva Ámsterdam hasta Fort Orange para reunir a las tropas y los colonos para resistir el dominio inglés. El 10 de septiembre, el gobernador Nicholls envió tropas para exigir la rendición pacífica del "Fort Aurania", siendo aurania el nombre en latín de "naranja" que los ingleses usaban para referirse a Fort Orange.
No fue hasta el 24 de septiembre de 1664 que el vicedirector de Nuevos Países Bajos, Johannes de Montagne, entregó el fuerte a los ingleses y el coronel George Cartwright asumió el mando. El día 25, el capitán John Manning recibió el control del fuerte, que pasó a llamarse Fuerte Albany; el pueblo de Beverwyck pasó a llamarse Albany.
En 1666, Jeremias van Rensselaer, entonces patroon de Rensselaerswyck, solicitó al nuevo gobierno del gobernador Nicholls que reconociera Fort Albany (Fort Oranje) como parte de Rensselaerswyck. El gobernador Nicholls le informó que sería prudente abandonar el asunto hasta que tuviera noticias del duque de York.

### Reconquista neerlandesa
En 1673, los neerlandeses recuperaron la ciudad de Nueva York, a la que llamaron New Oranje, el 29 de julio, y luego recuperaron Albany el 3 de agosto. En septiembre, Albany se renombró como Willemstadt y Fort Albany se renombro como Fort Nassau. El Tratado de Westminster, firmado el 19 de febrero de 1674, cambió el nombre de New Oranje y Willemstadt a sus nombres en inglés; Fort Nassau volvió a llamarse Fort Albany y Willemstadt volvió a llamarse Albany.

### Segundo periodo inglés y abandono
En 1678, el gobernador Andros otorgó a los herederos del patroon una subvención que reafirmaba los derechos del patrón sobre Rensselaerswyck, pero dejaba fuera a Fort Albany y el área inmediata alrededor del fuerte.
Los ingleses abandonaron Fort Oranje y construyeron un nuevo fuerte en una colina llamado Fort Frederick; para defender el asentamiento de los mohawk y otros iroqueses y dejar para recordar a los habitantes neerlandeses el dominio inglés. La tierra alrededor del antiguo fuerte se vendió a la Iglesia Reformada Holandesa para su uso como pastizal, por lo que la estructura del fuerte continuó deteriorándose. En mapas del siglo XVIII, se etiqueta al área como "ruinas de un antiguo fuerte". Richard Smith, un viajero, observó en 1769 que "no se veía nada de Fort Oranje... excepto la zanja que lo rodeaba". Después de la Guerra de Independencia Estadounidense, el sitio deteriorado del antiguo fuerte fue conmemorado como un sitio histórico.

### Ocupación posterior
Simeon De Witt construyó una gran casa o mansión y varias dependencias en el sitio del antiguo fuerte durante la década de 1790; la dirección del sitio del antiguo fuerte fue denominada como el 549 South Market Street (más tarde calle Broadway). Vivió en este lugar mientras era el agrimensor general de Nueva York. En la propiedad, aún se podían ver rastros del antiguo fuerte hasta 1812. Después de su muerte, su mansión y sus dependencias se adaptaron para su uso como Fort Oranje Hotel. Se incendió en 1848 pero fue reconstruido con el mismo nombre.
En 1886, como parte del bicentenario del documento de incorporación de Albany, la Carta de Dongan, la ciudad erigió una placa de bronce en el sitio del bastión nororiental de Fort Oranje. En la década de 1930, la placa se movió durante la construcción del Puente Dunn Memorial, y durante casi 100 años no marcó el sitio de Fort Oranje. El Instituto de Historia y Arte de Albany tiene una bala de cañón etiquetada como "Desenterrado en el sitio de Fort Oranje el 22 de julio de 1886", la fecha en que se colocó el marcador del bicentenario. No se realizaron excavaciones arqueológicas conocidas además de colocar la placa. La placa se movió de nuevo en 1971 después de que las excavaciones descubrieran restos del fuerte durante la construcción de la Interestatal 787 y el cruce con la Autopista South Mall. La placa fue devuelta al sitio de Fort Oranje, pero no a la ubicación anterior del bastión del noreste.
El área del fuerte fue declarado Monumento Histórico Nacional (y agregada al Registro Nacional de Lugares Históricos) el 4 de noviembre de 1993, bajo en nombre de Sitio Arqueológico de Fort Oranje.

## Comandantes del fuerte

### Como Fort Orange bajo los neerlandeses
- Adriaen Jorrissen Thienpont[14][15]
- Daniel van Krieckebeck ("Crieckenbeeck... fue asesinado por mohawks en 1626"[16])
- Bastiaen Jansz Krol ("Comisario designado de Fort Oranje durante varios meses..." "Krol regresó a los Países Bajos en 1629"[16])
- Hans Jorissen Houten
- Carl van Brugge
- Johannes Dyckman
- Johannes de Decker
- Johannes de la Montagne

### Como Fort Albany bajo los ingleses
- Capitán John Manning
- Capitán John Baker

### Como Fort Nassau bajo los neerlandeses
- Teniente Andries Draeyer

## Excavaciones

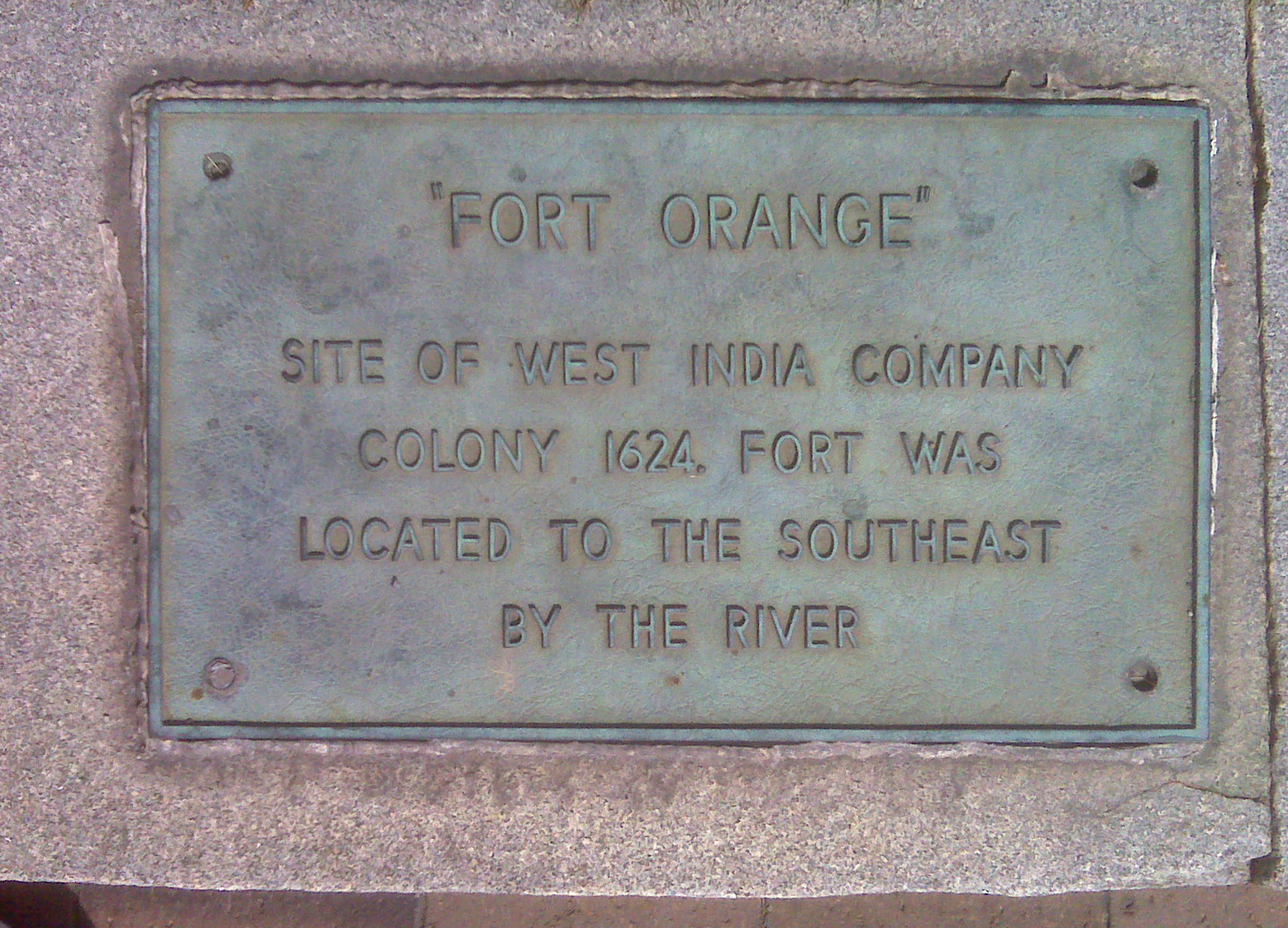
Placa conmemorativa en la calle Broadway en Foot of State St.

Antes de las excavaciones de 1970, no se habían descubierto artefactos neerlandeses del siglo XVII en Albany. Las excavaciones fueron realizadas por el Fideicomiso Histórico del Estado de Nueva York con el Departamento de Transporte del Estado de Nueva York desde el 20 de octubre de 1970 hasta marzo de 1971. La primera excavación arqueológica se realizó en lo que había sido el sótano de la casa De Witt, que había destruido todos los restos del antiguo fuerte. Excavando en un sitio debajo de Broadway frente a la casa se encontraron muchas piezas del pasado colonial neerlandés. Entre ellos se encontraban un arpa de boca, pipas de tabaco, cuentas de vidrio, gres renano y cerámica de Delft. Las excavaciones también revelaron el foso sur, la contraescarpa, un camino de guijarros desde la entrada este del fuerte, una cervecería propiedad de Jean Labatie construida en 1647 y partes de varias casas propiedad de Hendrick Andriessen van Doesburgh, Abraham Staats y Hans Vos.
A partir de las excavaciones, los eruditos notaron que la carne de venado constituía la mayor parte de la carne consumida por los colonos del fuerte, seguida por la carne de cerdo. La mayor cantidad de espinas y escamas de pescado se encontraron en un pozo 20 pies (6,1 m) al sur del camino de entrada empedrado que data de antes de 1648. El esturión se encontró con poca frecuencia en depósitos posteriores del siglo XVII. Los utensilios para comer y beber consistían en loza vidriada de plomo con cuerpo rojo y blanco/beige, loza de estaño, gres renano, porcelana de Delft, roemers (vasos para tomar) de vidrio, vasos Spechter y cristalería façon de Venise. La loza vidriada con estaño, al menos antes de 1650, era principalmente mayólica y no cerámica de Delft. La porcelana era rara, se encontraron solo unos pocos fragmentos. Se encontraron los restos de muchas pipas de arcilla, a menudo con la marca del fabricante "EB" de Eduard Bird (c. 1610-1665) de Ámsterdam. El sitio siguió siendo usado, y entre los artefactos encontrados estaban restos de cafeteras con fondo de cobre de la década de 1860. Los artefactos de la excavación se encuentran en el Museo del Estado de Nueva York.